# Mazda Taiki
La Mazda Taiki (« Atmosphère terrestre » en japonais) est un concept car du constructeur automobile japonais Mazda présenté au salon de l'automobile de Tokyo en 2008.

## Histoire
Avec ce concept-car annoncé comme préfigurant la Mazda RX-8, Mazda décline un quatrième thème sur le Nagare (le flux).
Avec pour les trois premiers thèmes les :
- Nagare présenté au Salon de l'automobile de Los Angeles en novembre 2006 ;
- Ryuga présenté au Salon de Détroit en janvier 2007[1] ;
- Hakaze présenté au Salon international de l'automobile de Genève en mars 2007[2].

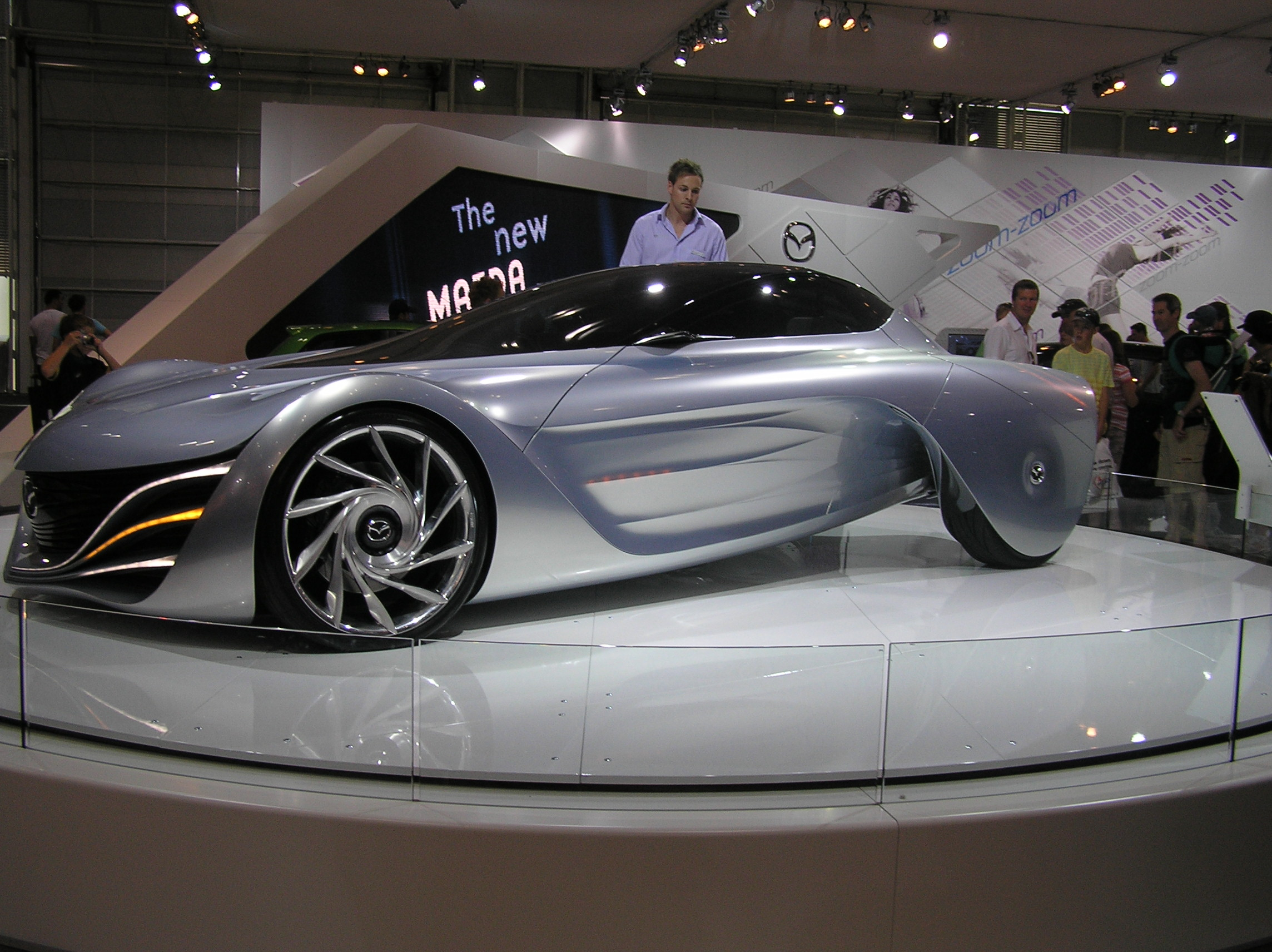
Mazda Taiki
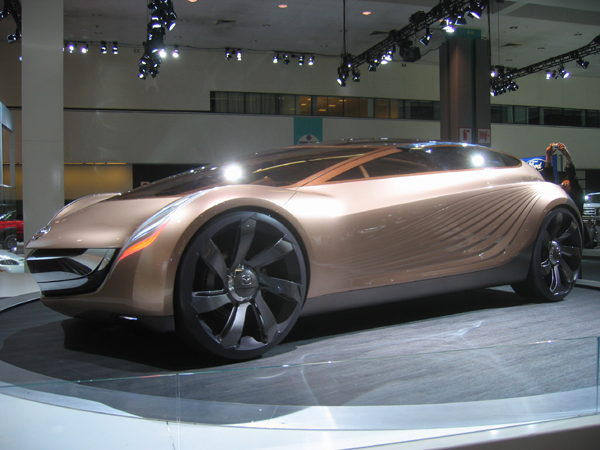
Mazda Nagare
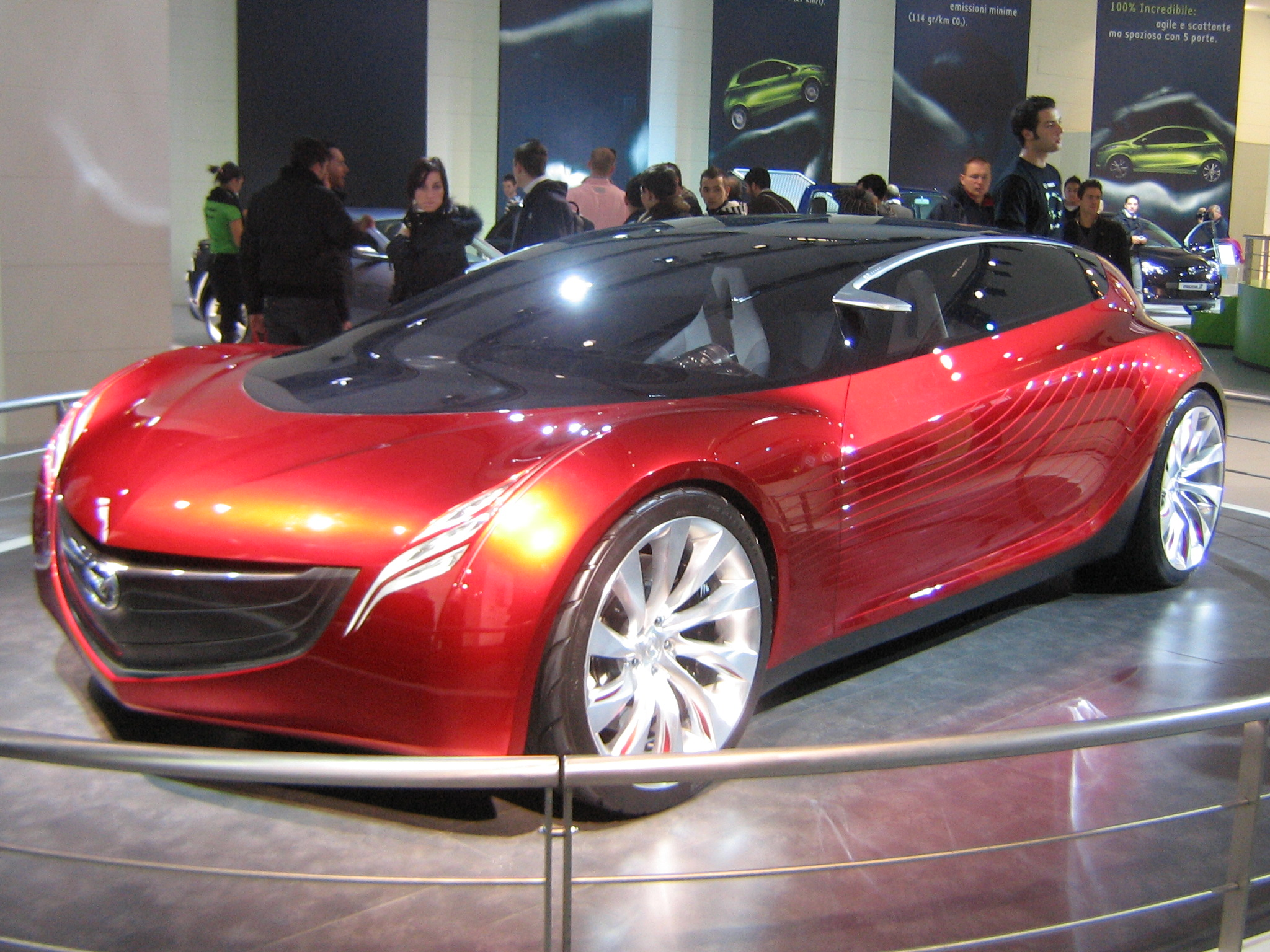
Mazda Ryuga
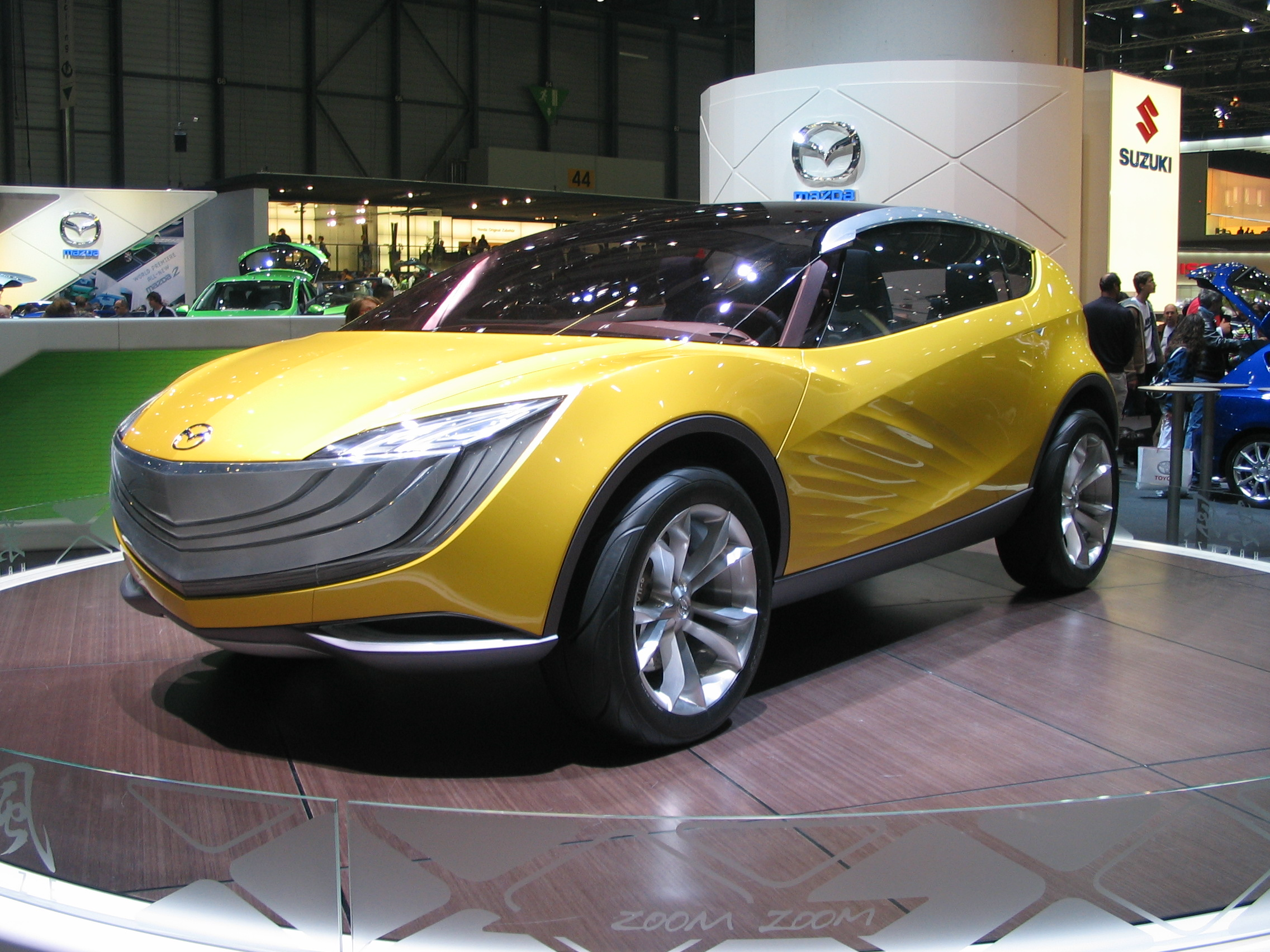
Mazda Hakaze

## Présentation
La Taiki offre deux places. C'est une propulsion à moteur avant, de la nouvelle génération de moteur rotatif Renesis (ou Moteur Wankel) en aluminium de 1 600 cm3 (2 x 800 cm3), spécialité de Mazda depuis les années 1960. Le moteur rotatif est combiné à un système hybride qui le rend plus efficace avec une autonomie de 200 km.
L'équipe design menée par Franz von Holzhausen a développé un carrosserie qui reflète le flux de l'air et le souffle. Il est censé évoquer le vent dans l'étoffe.

## Galerie

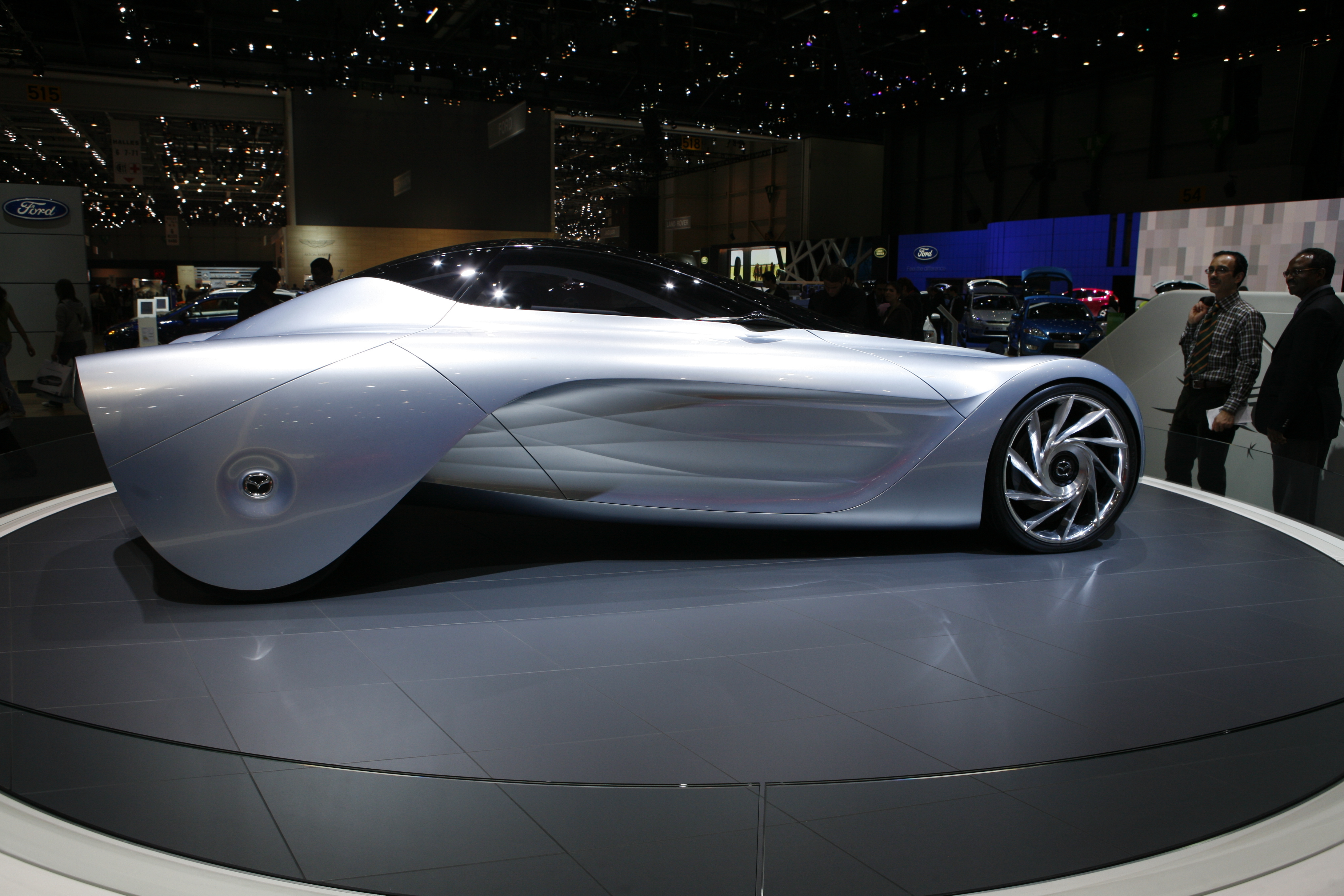
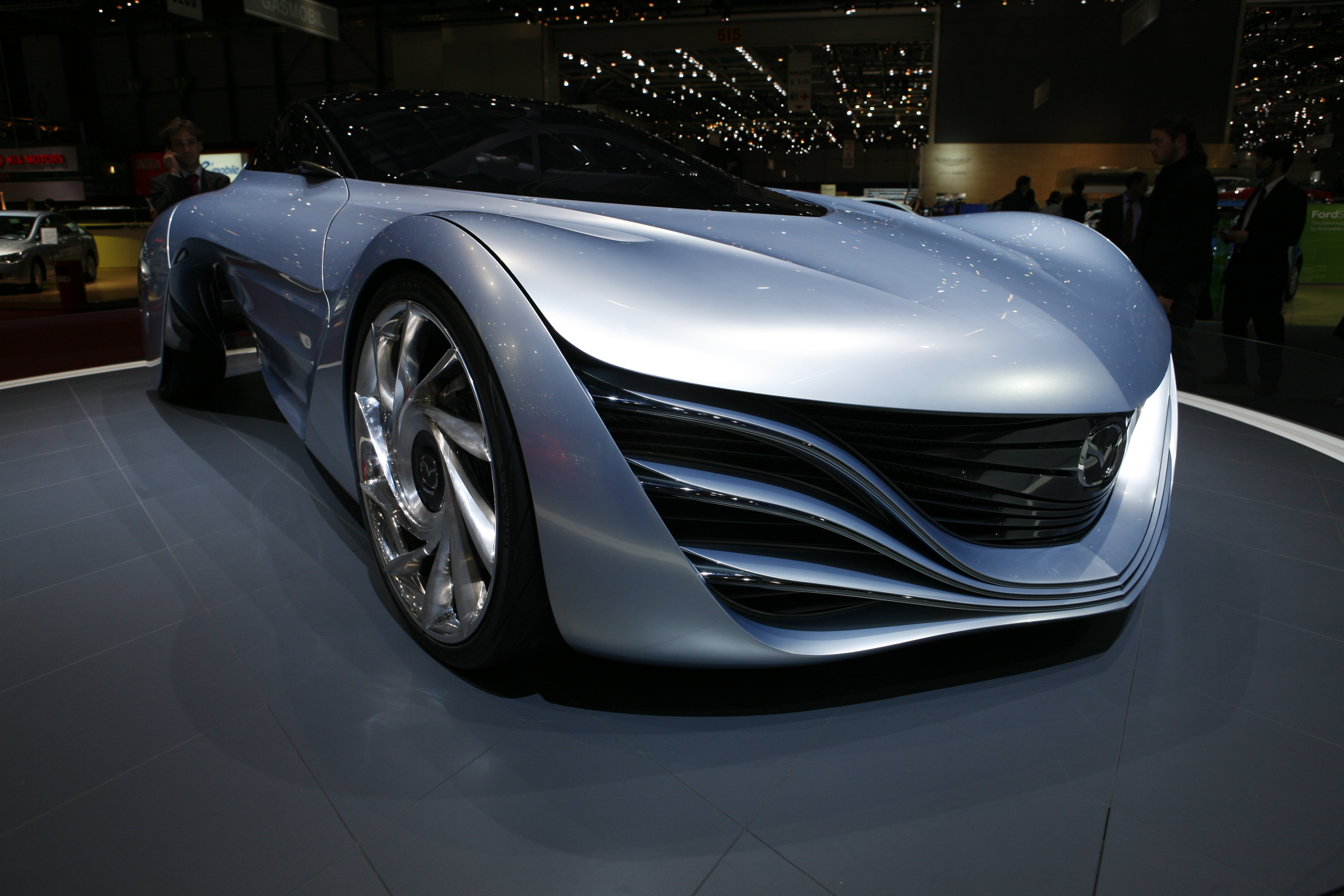
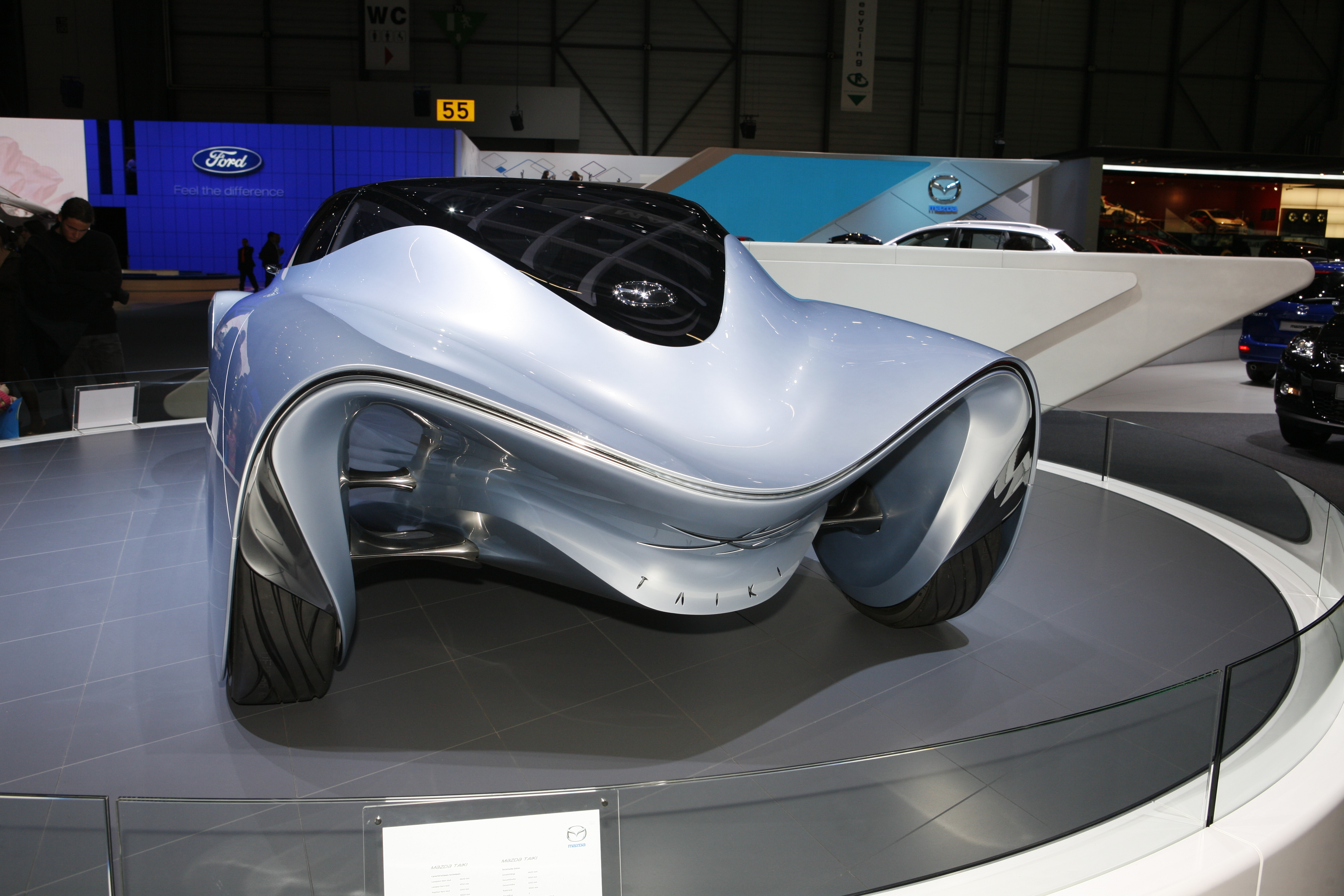